# Helge Ask
Helge Ask er en rekonstruktion af vikingeskibet Skuldelev 5.
Helge Ask blev søsat i 1991. Skibet er bygget af Vikingeskibsmuseet i Roskilde, som også ejer det. 
Af det oprindelige skib er ca. 65% bevaret. Bunden og næsten hele bagbord side er intakt, så det har været relativt let at rekonstruere den manglende styrbords side. Det specielle ved dette krigsskib er i øvrigt, at de øverste planker engang i skibets levetid er blevet ødelagt og derefter erstattet af planker fra et andet skib. Dette bemærkelsesværdige eksempel på genbrug allerede i vikingetiden afsløres bl.a. af at de firkantede årehuller i den "ny" øverste planke ikke har passet til åreplaceringen i Skuldelev 5 hvorfor de, som det kan ses på vraget i Vikingeskibshallen, er lukkede med træplader. Derpå har man så skåret nye, runde årehuller med det rette mellemrum.
Helge Ask er, som det første af Vikingeskibsmuseets rekonstruktioner, dekoreret med farver og udskæringer.
Helge sejles af Helgelauget (Vikingeskibslauget Helge Ask), som er en frivillig gruppe, der sejler i deres fritid. Skibet har sejlet overalt i Danmark, da Helgelauget hvert år sejler på sommertogt i 1-3 uger. Desuden blev Helge Ask fragtet til Paris i 1993 for at sejle på Seinen. Ud over sommertogtet sejler Helgelauget også en kort tur på Roskilde Fjord en gang om ugen.
Helge Ask var 17,5 meter lang og 2,6 meter bred ved søsætningen i 1991. Skibet sank mens det lå for svaj i en storm 1995 og blev bredere efter genopbygningen. Helge Ask har 26 årer. Det øverste bord er rødbrunt og det næste gult osv. malet med linoliebaseret maling med okker (gult) og brændt okker (rødbrunt).
Andre rekonstruktioner af Skuldelev 5 er Lindheim Sunds og Sebbe Als.